# Frazer Nash

Logo der Firma Frazer Nash

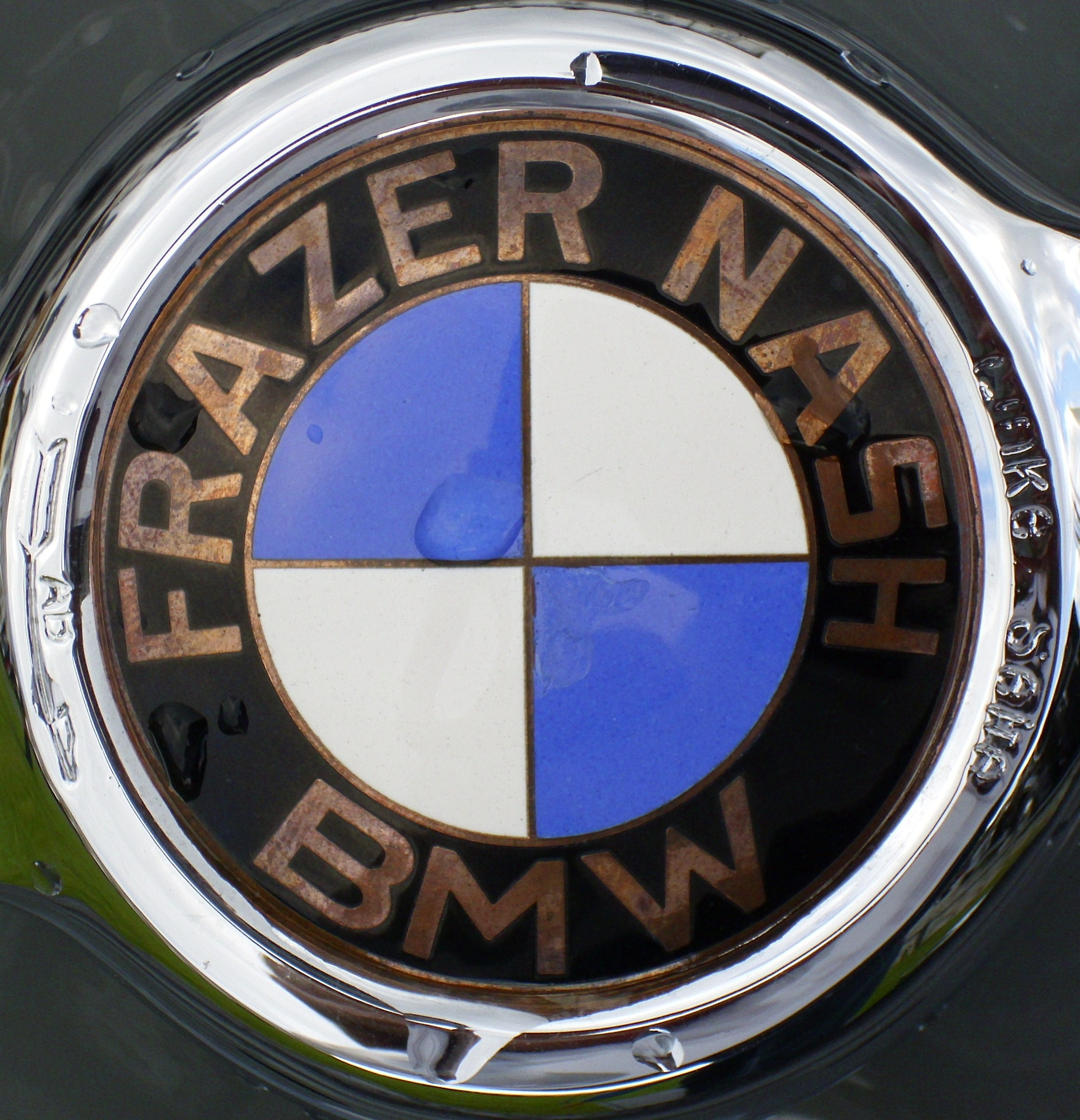
Emblem Frazer Nash BMW

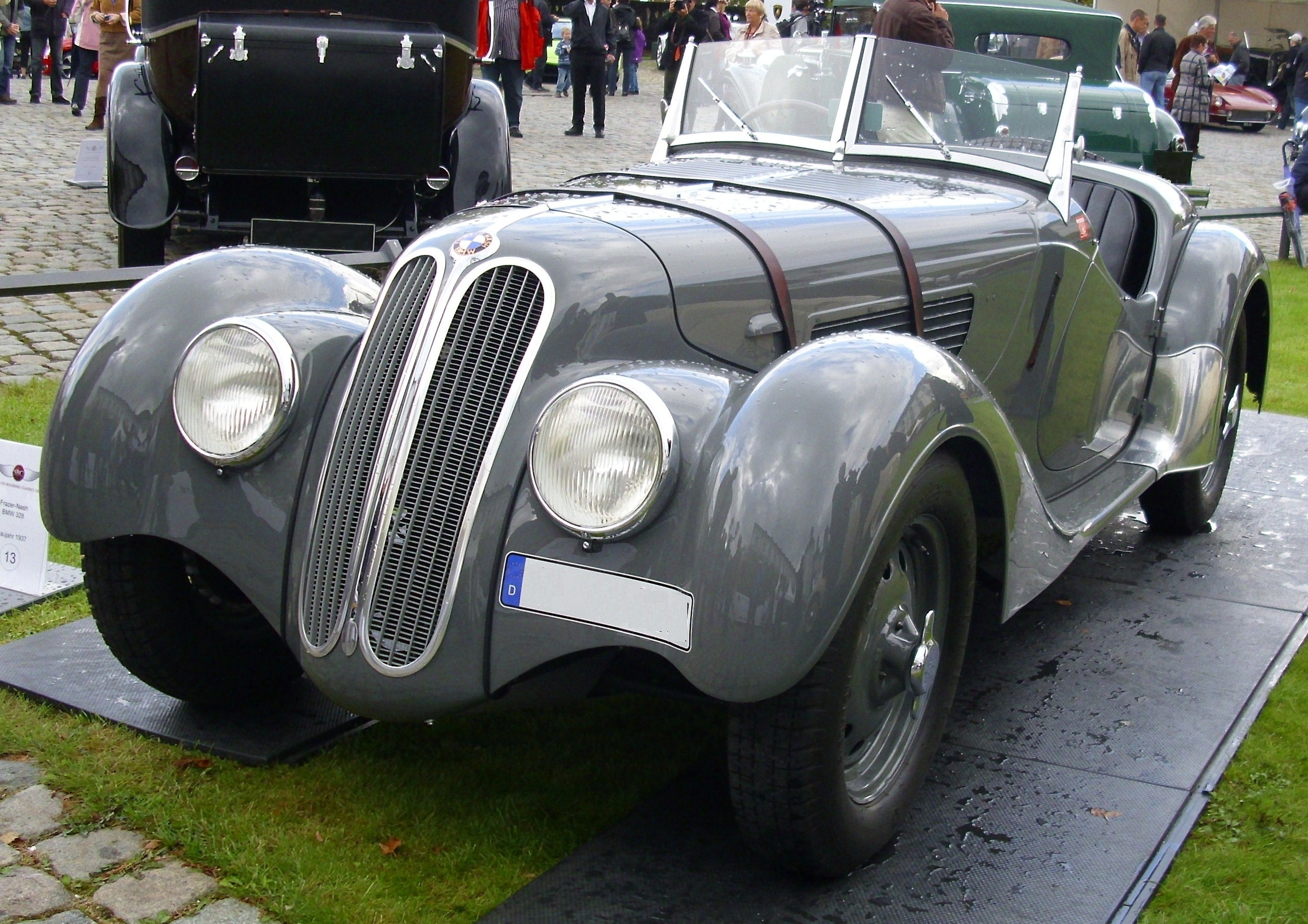
Frazer Nash BMW von 1937

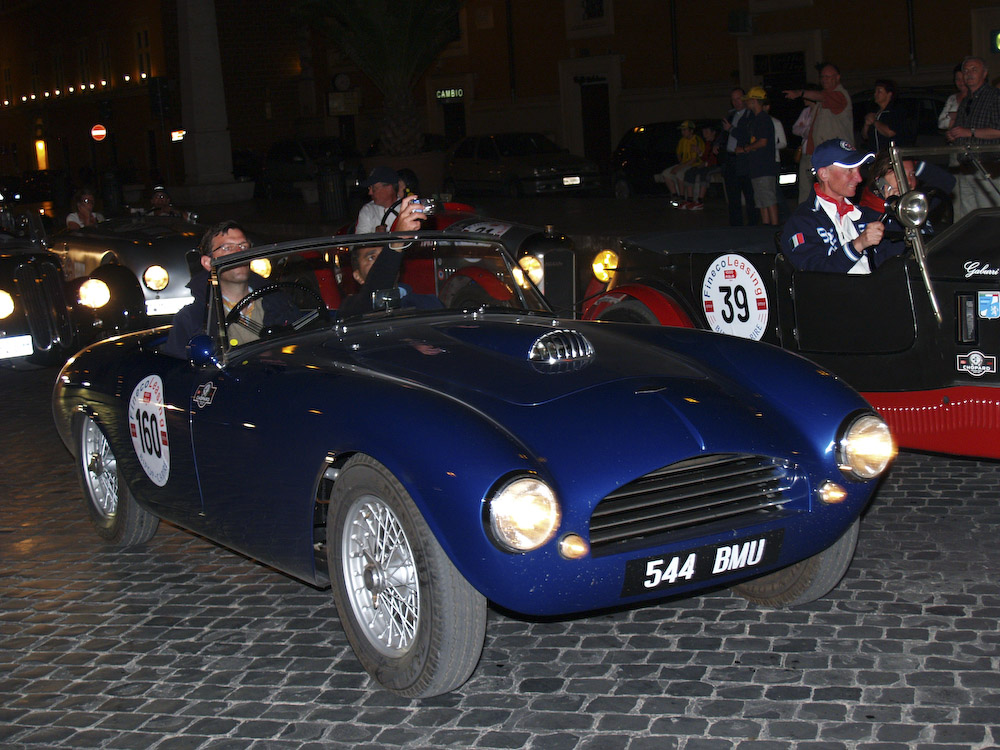
Frazer Nash Targa Florio

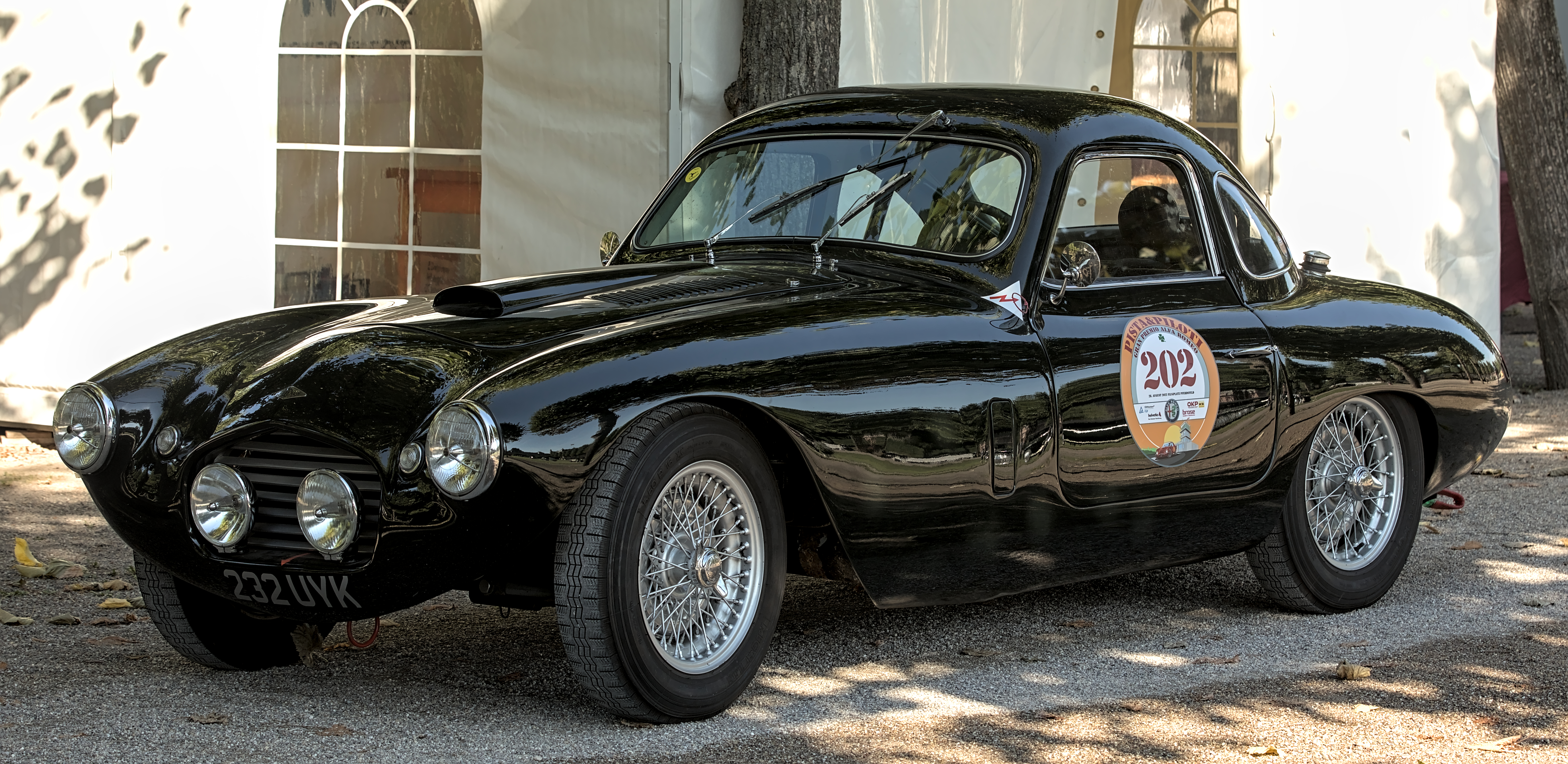
Frazer Nash Le Mans Coupé von 1955

Frazer Nash (zeitweilig als AFN Ltd. geführt) war ein englischer Hersteller von Sportwagen und Formel-1-Fahrzeugen, der 1924 von Archibald Frazer Nash als Nachfolger seiner Automobilfirma G.N. (Godfrey Nash, 1910–1925) gegründet wurde und bis 1951 im internationalen Rennsport Erfolge erzielen konnte, sowie mit eigenem Fahrzeugbau bis 1957 aktiv war. Der Name wird heute als Firmen- und Markenbezeichnung unter der Kamkorp-Holding nach wie vor genutzt und steht dabei vor allem für technische Leistungen im Energie- und im Mobilitätssektor. In direkter Linie findet sich heute speziell die Firma Frazer-Nash Consultancy wieder, welche ein aus dem in den 1950er Jahren erfolgreichen Waffengeschäft der Firmengruppe entstandenes, heutiges Technologie-Unternehmen für verschiedene Märkte darstellt und mittlerweile unter dem Dach von KBR ist.

## Geschichte
Archibald „Archie“ Goodman Frazer Nash (30. Juni 1889 – 10. März 1965, erst ab 1938 schrieb er sich mit Bindestrich, also Frazer-Nash) gründete die Frazer Nash Ltd. in Kingston-on-Thames um 1924, nachdem sein Automobilunternehmen G.N. (Godfrey Nash) hatte geschlossen werden müssen. Zunächst basierten die von ihm produzierten Fahrzeuge auf dem alten GN-Design. Der ehemalige Offizier hatte aus seiner vorangegangenen Cyclecar-Produktion die Idee eines Kettengetriebes mitgebracht, das sich außergewöhnlich schnell schalten ließ.
Die Gesellschaft wurde relativ schnell 1926 von den Brüdern H. J. und W. H. Adlington in Isleworth übernommen, die sie in AFN Ltd. umbenannten. Diese bauten sehr populäre, aber gleichwohl auch recht spartanische Fahrzeuge für Sportwagenrennen. Die Sportzweisitzer bestanden in unverkennbar britischem Stil fast nur aus Fahrgestell und Motor. Man verwendete Motoren von Plus-Power, Blackburn, Anzani, Meadows und Cough. Ab 1934 war AFN der BMW-Generalimporteur für das gesamte britische Empire. Die Rennfahrer H. J. Aldington, A. F. P. Fane, Prinz Bira, Dick Seaman usw. waren mit dem Frazer Nash BMW 328 in vielen Rennen sehr erfolgreich.
Nach dem Zweiten Weltkrieg benannte man die Firma wieder in Frazer Nash um und arbeitete eng mit den Bristol-Werken zusammen. Bei Bristol wurden die BMW-328-Motoren weiterentwickelt, wodurch die Wagen mit Fahrern wie Roy Salvadori, Tony Crook und Stirling Moss beachtliche Erfolge bei Sportwagenrennen erzielten.
1952 „befreite“ man einige der sogenannten Frazer Nash Le-Mans-Replicas von ihren Karosserien und baute auf deren Basis Einsitzer. Außerdem erklärte sich die Gesellschaft dazu bereit, reinrassige Monopostos zu konstruieren.
Eines der ersten Modelle mit Bristol-Motor kaufte Peter Bells Scuderia Franera: Ken Wharton startete mit dem Renner während der Formel-1-Saison 1952 und belegte beim Grand Prix der Schweiz in Bremgarten bei Bern einen beachtlichen vierten Rang – auch wenn er schon zwei Runden zurücklag. Eine Woche später erreichte Wharton bei dem nicht zur WM zählenden Eifelrennen auf dem Nürburgring sogar einen dritten Platz. Diese angesichts des sparsamen finanziellen Einsatzes bemerkenswerten Resultate konnten, wie auch der sensationelle Targa-Florio-Sieg von 1951 durch Franco Cortese, die Privatiers nicht davon überzeugen, dass in den Wagen mehr Potenzial gelegen hätte und man musste sich so unter den geänderten technischen Vorzeichen der 1950er-Jahre im Rennsport letztlich zurückziehen, so dass kein weiterer Formel-1-Wagen eingesetzt wurde. Das dritte Modell, das Tony Crook privat beim Grand Prix in Silverstone fuhr, belegte einen nur enttäuschenden 21. Platz.
Die Produktion von Frazer-Nash-Wagen wurde 1957 eingestellt.
In den 1950er-Jahren trug die Waffentechnik immer mehr zum Geschäft des Unternehmens bei. Mit der Zusammenführung von mehreren Unternehmensbereichen entstand 1971 die noch heute existierende Einheit der „Frazer-Nash Consultancy“. Sie hatte allerdings im Lauf der Zeit mehrere Eigentümer bzw. fand sich unter dem Dach verschiedener Besitzer wieder: 1990 durch einen Management-Buyout, 2004 bei Devonport Management Limited, die ihrerseits in Babcock International Group plc. aufgingen, 2021 durch KBR. Ab 2010 kam es weiterhin zur Eröffnung mehrerer Entwicklungs- und Bürostandorte in Australien. Für Sommer 2022 wird insgesamt eine Belegschaft von ca. 1000 Mitarbeitern durch die Seiten des Unternehmens selbst reklamiert, weiterhin wird ein Umsatz von 101 Millionen Britischen Pfund für das Finanzjahr 2020/2021 berichtet.
Beim Harmonisierungsamt für den Binnenmarkt ist „Frazer Nash“ seit 2007 als europäische Marke angemeldet und seit 2008 registriert.

## Nachfolgeunternehmen
- mehrere Unternehmen für umweltfreundliche Antriebsformen
  - Frazer-Nash Research; gehört zu KBR[3]
  - Frazer-Nash Energy Systems
  - Frazer-Nash Manufacturing; Maschinenbau für Wissenschaft, Raumfahrt und Lebensmittel[4]
  - Eco Motive
- Bristol Cars; ein britischer Luxuswagenhersteller
- Metrocab; ein britischer Hersteller von Taxis
- Metrail; ein Hersteller von elektrischen Einschienenbahnen
- Whitfield Solar; ein Unternehmen der Solarbranche

Die Unternehmensgruppe hat sich insbesondere auf elektrische Antriebsformen spezialisiert. Auch die Fahrzeuge von Bristol Cars und Metrocab, deren Produktion 2011 bzw. 2006 zunächst eingestellt wurde, sollen auf Elektroantrieb umgestellt werden.